# Chapeltique
Chapeltique è un comune del dipartimento di San Miguel, in El Salvador.